# Harry E. Maule
Harry Edward Maule (Fairmont, 13 de julio de 1886 - Glen Cove, 8 de abril de 1971), fue un periodista y editor estadounidense que se desempeñó, inicialmente, en revistas pulp, para luego descollar en Doubleday entre 1911 y 1939, y Random House entre 1939 y 1966, llegando a ser su vicepresidente. Fue hermano de la sufragista Frances Maule Bjorkman.
Trabajó como periodista en The Denver Times, New York Press y The New York Sun; mientras que como editor, lideró Short Stories entre 1911 y 1936, además de Frontier Stories y West Magazine. En dicha labor, serializó las primeras novelas de Ernest Haycox y convenció a B. M. Bower para que elaborara nuevas historias de su personaje Chip Bennett.
Su carrera editorial también abarcó la publicación de libros con autores tales como la ganadora del Nobel Selma Lagerlof o el ganador del Pulitzer de ficción T. S. Stribling, ambos en Doubleday, o el igualmente ganador del Nobel Sinclair Lewis tanto en Doubleday como en Random House.

## Obras seleccionadas
- Great Tales of the American West (1945) para Western Writers of America.
- The Pocket Book of Western Stories (1945).
- The Man From Main Street, a Sinclair Lewis Reader; Selected Essays and Other Writings, 1904–1950 (1953).
- The Fall Roundup (1955) para Western Writers of America.
- A Book of War Letters.